# Список вулканів Тристан-да-Кунья
Список діючих і згаслих вулканів архіпелагу Тристан-да-Кунья.
| Назва              | Висота | Висота | Місцезнаходження                                                   | Останнє виверження |
| Назва              | метри  | фути   | Координати                                                         | Останнє виверження |
| ------------------ | ------ | ------ | ------------------------------------------------------------------ | ------------------ |
| Пік Королеви Марії | 2062   | 6765   | 37°05′31″ пд. ш. 12°16′48″ зх. д. / 37.092° пд. ш. 12.28° зх. д.   | 1961 рік           |
| Единбурзький пік   | 902    | 2959   | 40°18′7″ пд. ш. 9°57′47″ зх. д. / 40.30194° пд. ш. 9.96306° зх. д. | згаслий            |